# Austropotamobius torrentium
Austropotamobius torrentium là một loài tôm hùm đá trong họ Astacidae. Chúng được tìm thấy chủ yếu trong các chi lưu của Danube, bắt nguồn từ phần phía bắc của bán đảo Balkan.